# Metaplagia occidentalis
Metaplagia occidentalis là một loài ruồi trong họ Tachinidae.